# Андреев, Михаил Васильевич
Михаи́л Васи́льевич Андре́ев (род. 6 января 1954, Чаинский район, Томская область) — русский поэт, автор песен, член Союза писателей России. Заслуженный работник культуры Российской Федерации (2011). Лауреат премии Ленинского комсомола (1987).

## Биография
Михаил Андреев родился 6 января 1954 года в посёлке Бундюрский лесоучасток Чаинского района Томской области. Учился в Подгорненской средней школе. Окончил ТИАСУР (1976), высшие литературные курсы (1985) в Москве. Живёт в Томске.
Песни на стихи Андреева исполняют группы «Любэ», «Иванушки International», «Белый орёл», «Золотое кольцо», «Фабрика», «Корни», а также Вячеслав Добрынин, Михаил Шуфутинский, Влад Сташевский, София Ротару, Александр Малинин, Дима Билан, Катя Огонёк и др. Из наиболее известных песен на его стихи следует отметить «Отчего так в России берёзы шумят?», «Трамвай пятёрочка», «Главное, что есть ты у меня», «Самоволочка» («Любэ»), «Тополиный пух» («Иванушки International»), «Потому что нельзя быть красивой такой» («Белый орёл») и многие другие.
На стихи М. Андреева сочинил свой последний камерно-вокальный опус один из крупнейших русских композиторов-симфонистов XX века Н. И. Пейко (вокальная сюита «Люди, земля и небо» для высокого голоса и фортепиано).
В 2005 году поэт стал лауреатом Международного конкурса газеты «Литературная Россия» и компании «Росбытсоюз-Инвест».
В посёлке Кисловка Томской области в честь творчества поэта одна из улиц носит название — улица Михаила Андреева.

## Награды и премии
- Заслуженный работник культуры Российской Федерации (30 ноября 2011 года) — за заслуги в области культуры и многолетнюю плодотворную работу[2].
- Премия Ленинского комсомола (1987) — за сборники стихов «Земной срок» (1985) и «Подранок» (1986);
- Международный конкурс «Литературной России» (2005)[1].